# CREST 증후군
제한형 전신경화증(limited cutaneous form of systemic sclerosis, IcSSc)으로도 불리는 CREST 증후군은 신체의 여러 계통을 침범하는 결합조직질환의 일종이다. 'CREST'라는 이름은 질환에서 나타나는 5개의 특징, 즉 석회증(calcinosis), 레이노 현상(Raynaud's phenomenon), 식도운동장애(sophageal motility disorder), 손발가락경화증(sclerodactyly), 모세혈관확장증(telangiectasia)을 줄인 것이다.
CREST 증후군은 동원체에 대한 자가항체와 연관되어 있으며, 전신피부경화증에서 자주 침범하는 콩팥은 보통 침범하지 않는다. 폐를 침범하는 경우 폐동맥고혈압의 일종으로 나타난다.

## 같이 보기
- 피부경화증